# Карл Філіп, герцог Вермландський
Принц Карл Філіп Едмунд Бертіль (швед. Carl Philip Edmund Bertil; нар. 13 травня 1979, м. Стокгольм, Швеція) — шведський принц, єдиний син правлячого короля Карла XVI Густафа і королеви Сільвії, брат принцеси Мадлен та принцеси Вікторії. Має повний титул «Його Королівська Високість принц Карл Філіп Шведський, Герцог Вермландський».

## Біографія
Карл Філліп народився 13 травня 1979 року в Королівському палаці міста Стокгольм. Він був охрещений в Королівській каплиці 21 серпня 1979 р. і отримав ім'я Карл Філіп Едмунд Бертіль. Його хресними батьками стали принц Бертіль, королева Данії Маргрете II, принцеса Біргітта і принц Леопольд Баварський. Принц Карл Філіп став другою дитиною короля Швеції Карла XVI Густафа і королеви Сільвії.
Принц мав стати спадкоємцем шведського Престолу. Але Карл Філіп, відповідно до закону про спадкування 1979 року, який набрав чинності 1 січня 1980 року (конституційна реформа щодо порядку престолонаслідування згідно з принципом первородства), став другим у черзі спадкування трону після своєї старшої сестри Кронпринцеси Вікторії, а після народження у Вікторії доньки в лютому 2012 року (його племінниці Принцеси Естель) — третім. Однак, в черговості спадкування трону Співдружності Націй він випереджує свою молодшу сестру Принцесу Мадлен, старшу сестру Вікторію та племінницю Естель, перебуваючи на 204 місці, оскільки Велика Британія віддає перевагу чоловікам в порядку престолонаслідування (принцип майорату).

## Освіта
Карл Філіп отримав початкову освіту у м. Стокгольм, у парафіяльній школі Вестерлед, навчався в декількох середніх школах Бромми, у школі Лундберг у Вермланді, та два роки в американській школі Кент, де вивчав природничі науки. Закінчив школу в 1999 році. У 2006 році вивчав графічний дизайн і рекламу в Форсбургу в Швеції і в Школі Дизайну Род-Айленда в Сполучених Штатах. На даний момент Карл Філіп навчається в Шведському Університеті Сільськогосподарських Наук, де також вивчає окремі курси. Його дослідження спрямовані на виробництво сільськогосподарських культур, інженерне та лісове господарство.

## Військова служба
Карл Філіп має звання офіцера запасу Шведського Корпуси амфібій, що займається охороною флоту країни. Після військової служби в Ваксгольмі, він мав додаткові дворічні курси підготовки військових співробітників. Закінчив їх, маючи звання молодшого лейтенанта в 2002 році і отримав звання лейтенанта в 2004 р.. У 2007 році — став капітаном після проходження відповідної підготовки.

## Особисте життя
Принц Карл Філіп зустрічався з Еммою Перланд, але їхні стосунки завершилися розривом у 2009 році.
Принц не дав ніяких коментарів з цього приводу. 
 У квітні 2010 року він підтвердив свій зв'язок з фотомоделлю Софією Хеллквіст. 
 У 2008 році Карл Філіп був включений до списку журналу Forbes «20 найзавидніших молодих наречених і наречених королівської крові». 

В червні 2014 року було оголошено про заручини принца Карла Філіпа та моделі Софії Хеллквіст. Церемонія вінчання відбулась 13 червня 2015 року в церкві Королівського палацу. 
 19 квітня 2016 року принцеса Софія народила сина Александра Еріка Хубертуса Бертіля, герцога Седерманландського. 
 31 серпня 2017 року у пари народився другий син — Габріель Карл Вальтер, герцог Даларнський. 

26 березня 2021, у принца Карла Філіпа та принцеси Софії народився третій син Юліан Герберт Фольке, який отримав при народженні титул герцога Галланда
. 

7 лютого 2025 року, в лікарні Дандерид у принцеси Софії та принца Карла Філіпа народилася донька Інес Марі Ліліан Сільвія, герцогиня Вестерботтенська.

## Захоплення
Карл Філіп захоплюється спортом: лижі, легка атлетика, футбол, плавання.
У 2003 році він брав участь у шведському лижному марафоні на 90 км Васалоппет. Автомобільні гонки — ще один його інтерес, що поділяють інші члени його родини. Карл Філіп отримав ліцензію шведської федерації автомобільного спорту в 2003 р., і бере участь у гонках як водій з 2005 р..
З 2008 р. він бере участь у гоночній серії англ. Porsche Carrera Cup Скандинавії на автомобілі англ. Porsche 911 GT3. Також принц має мисливський квиток і бере участь у королівському полюванні.
З 2003 р. вивчав графічний дизайн в школі Форсберг в Стокгольмі, після чого почав цікавитися образотворчим мистецтвом, особливо художньою фотографією, організував власну фотовиставку «Погляд з раю» в містах Уппсала, Гельсінкі, Стокгольм і Льєж в 2007–2009 роках. Розробив дизайн обкладинки компакт-диску, випуск якого був присвячений дню народження його матері, королеви Сільвії.
Восени 2006 р. пройшов стажування в англ. National Geographic, після чого взяв участь в створенні декількох фільмів спільно зі шведським журналістом Фольке Райденом, які були присвячені 300-річчю Карла Ліннея і показані в Ботанічному саді м. Уппсала.

## Нагороди
- Кавалер Ордена Серафимів (13 травня 1997 року, Швеція)[16];
- Кавалер Ордена Карла XIII (від народження, Швеція);
- Великий офіцер ордена Трьох зірок (22 березня 2005 року, Латвія)[17];
- Кавалер Великого хреста Ордена Святого Олафа (2005 рік, Норвегія);
- Кавалер Великого хреста ордена Пошани (2008 рік, Греція);
- Кавалер ордена Хреста землі Марії 1 ступеня (12 січня 2011 року, Естонія)[18]
- Командор ордену Полярної зірки (1 жовтня 2013 р.)
- Пам'ятна медаль до 70-річчя короля Швеції Карла XVI Густава (30 квітня 2016 р.)
- Гранд-офіцер ордену Заслуг (2015 р.)
- Flag of Chile.svg|border Кавалер Великого хреста ордену Заслуг (2016 р.)
- Кавалер Великого хреста ордену Сокола (2018 р.)